# Juan de Dios Ramírez Perales
Juan de Dios Ramírez Perales (Città del Messico, 8 marzo 1969) è un ex calciatore messicano, di ruolo difensore.

## Carriera

### Club
El Capi, questo il suo soprannome, inizia nel Pumas UNAM, dove rimane dal 1988 al 1994, anno del mondiale statunitense, in cui si trasferisce al Club de Fútbol Monterrey. Dopo aver giocato in varie squadre del suo paese, ha chiuso la carriera nel 2002 con il Veracruz.

### Nazionale
Ha giocato dal 1991 al 1995 con la nazionale messicana, totalizzando 49 presenze e giocando da titolare tutte le quattro partite giocate dal Messico durante il campionato del mondo 1994.